# 1562年
| 千纪： | 2千纪 |
| 世纪： | 15世纪 \| 16世纪 \| 17世纪                                                                                 |
| 年代： | 1530年代 \| 1540年代 \| 1550年代 \| 1560年代 \| 1570年代 \| 1580年代 \| 1590年代                           |
| 年份： | 1557年 \| 1558年 \| 1559年 \| 1560年 \| 1561年 \| 1562年 \| 1563年 \| 1564年 \| 1565年 \| 1566年 \| 1567年 |
| 纪年： | 壬戌年（狗年）；明嘉靖四十一年；张琏造历四年；越南莫朝光宝八年，后黎朝正治五年；日本永祿五年               |

## 大事记
- 明朝內閣首輔嚴嵩被勒令辭官，其子嚴世蕃被捕入獄，徐階接任。
- 明世宗令人抄寫《永乐大典》副本，耗時六年。
- 上杉軍包圍增山城，神保長職（日语：神保長職）在能登畠山氏的仲介下向上杉輝虎投降。
- 3月1日——吉斯公爵弗朗索瓦·德·洛林在瓦西鎮對胡格諾派教徒展開大屠殺，胡格諾派遂在各省起事，並向新教陣營的英國、德意志諸侯求援，法国宗教战争爆發。
- 3月5日——久米田之戰，畠山高政發起進攻三好義賢的戰鬥，三好義賢戰死，成為往後三好氏族沒落的原因。
- 5月17日——教興寺之戰，三好氏擊敗畠山氏與六角氏，使三好勢力迅速擴大。
- 7月——西班牙主教迪亞哥·德·蘭達下令全面燒掉所有瑪雅刻本。
- 哈珊帕夏被任命為阿爾及利亞貝伊。
- 捨棄與今川氏臣從關係的德川家康遣使石川數正與織田家的瀧川一益交涉，並前往清洲城與織田信長締結清洲同盟。
- 由上杉輝虎擁立的古河公方足利藤氏被北條氏康擄往小田原城，終焉不明。

## 出生
- 4月24日－徐光启，中国明末科学家，农学家，政治家，中西文化交流的先驱。（1633年逝世）

## 逝世
- 4月8日－三好義賢，三好長慶之弟。